# 去工業化

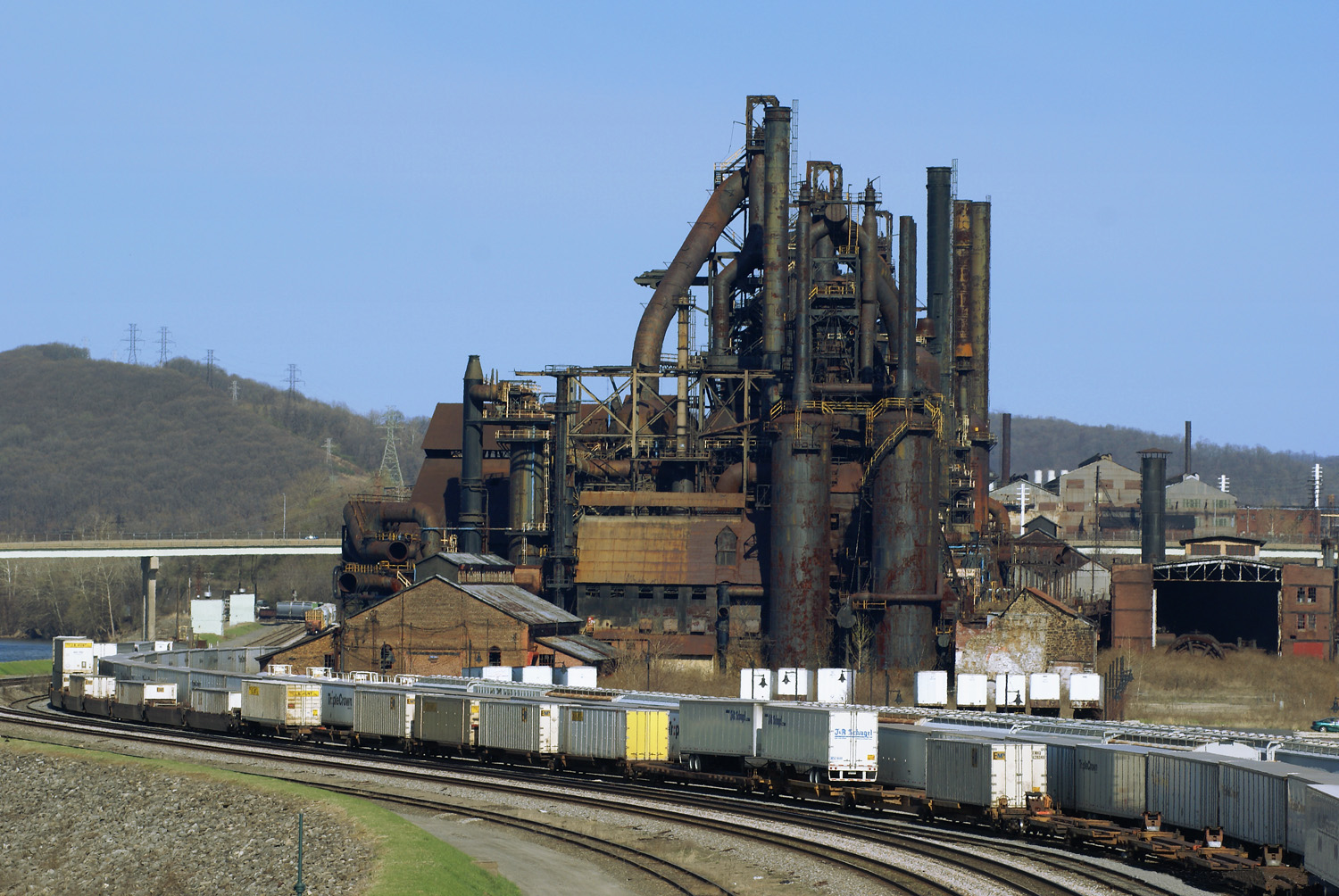
賓夕法尼亞州的伯利恆鋼鐵廠於2001年破產，此後被拆除以建造金沙賭場。

去工業化（deindustrialization） 或产业空心化、产业空洞化，是一種社會及經濟變化過程，指一個國家或地區的經濟活動中工業（特別是重工業）比例顯著下降的過程。和其相反的狀態是工業化。去工業化現象包括就業自製造業轉移到服務業；工業品及工業就業呈現中長期減少；外貿中工業品比例不斷下降；長期出現貿易赤字。在1980年代之後，由於眾多已開發國家和開發中國家簽訂自由貿易協定，導致大量勞動密集型產業的就業外流，導致一些地區的勞動密集型產業出現明顯的蕭條，因此，去工業化又可以被視為是全球化所造成之負面影響。

## 外部連結
- "The Qualitative Shift in European Integration: Towards Permanent Wage Pressures and a 'Latin-Americanization' of Europe?", Erik S. Reinert
- De-industrialisation in Sub-Saharan Africa: Myth or Crisis?（页面存档备份，存于）